# Hipericàcies
Hypericaceae és una família de plantes amb flors dins l'ordre Malpighiales. És monofilètica. Segons alguns taxonomistes s'hauria d'incloure com una subfamília dins la família Clusiaceae. Com a família separada conté els següents gèneres:
- Cratoxylum Blume
- Eliea  Cambess.
- Harungana  Lamarck
- Hypericum  L.
- Lianthus  N. Robson
- Santomasia  N. Robson
- Thornea  Breedlove & McClintock
- Triadenum  Rafinesque
- Vismia Vand.